# ناراتاستی
ناراتاستی (انگلیسی: Naratasty) یک شهرک در شهرستان شارانسکی استان باشقیرستان کشور روسیه است.